# Мольяно
Мольяно (итал. Mogliano) — коммуна в Италии, располагается в регионе Марке, в провинции Мачерата.
Население составляет 4929 человек (2008 г.), плотность населения составляет 170 чел./км². Занимает площадь 29 км². Почтовый индекс — 62010. Телефонный код — 0733.
Покровителем коммуны почитается святой Иоанн Креститель, празднование 24 июня.

## Демография
Динамика населения:

## Администрация коммуны
- Официальный сайт: https://web.archive.org/web/20060204205201/http://www.comune.mogliano.mc.it/